# Outaouais
Outaouais [utawɛ] ist eine Verwaltungsregion (französisch région administrative) im Südwesten der kanadischen Provinz Québec.
Sie ist weiter in vier regionale Grafschaftsgemeinden (französisch municipalités régionales de comté) sowie 75 Gemeinden, Reservate und gemeindefreie Gebiete unterteilt. Sitz der Verwaltung ist Gatineau.
Die Einwohnerzahl beträgt 382.604 (Stand: 2016).
2011 betrug die Einwohnerzahl 368.181 und die Landfläche 30.503,8 km², was einer durchschnittlichen Bevölkerungsdichte von 12,5 Einwohnern je km² entsprach. Mehr als zwei Drittel der Einwohner leben in Gatineau. Daher ist der übrige Teil mit 3,4 Einwohnern/km² nur spärlich besiedelt. 83,5 % der Einwohner sprechen Französisch und 14,8 % Englisch als Hauptsprache.
Im Norden grenzt Outaouais an die Region Abitibi-Témiscamingue, im Nordosten an Mauricie, im Osten an Laurentides, im Süden an die Provinz Ontario.
Vollständig innerhalb der Region liegt der Gatineau-Park.

## Gliederung
Regionale Grafschaftsgemeinden (MRC):
- La Vallée-de-la-Gatineau
- Les Collines-de-l’Outaouais
- Papineau
- Pontiac

Gemeinde außerhalb einer MRC:
- Gatineau

Reservat außerhalb einer MRC:
- Lac-Rapide
- Kitigan Zibi